# Národní pedagogické muzeum a knihovna J. A. Komenského
Národní pedagogické muzeum a knihovna J. A. Komenského (zkr. NPMK) je instituce, která vznikla administrativním sloučením Pedagogické knihovny J. A. Komenského a Pedagogického muzea J. A. Komenského do jedné příspěvkové organizace Ministerstva školství mládeže a tělovýchovy v roce 2011. Oba subjekty mají každý svou vlastní budovu, kde každá pro návštěvníky doposud plní svou původní funkci – jedna funkci muzea, druhá funkci knihovny. Pedagogická knihovna se sloučením nestala muzejní knihovnou, muzeum má svou vlastní sbírku knih.

## Muzeum J. A. Komenského

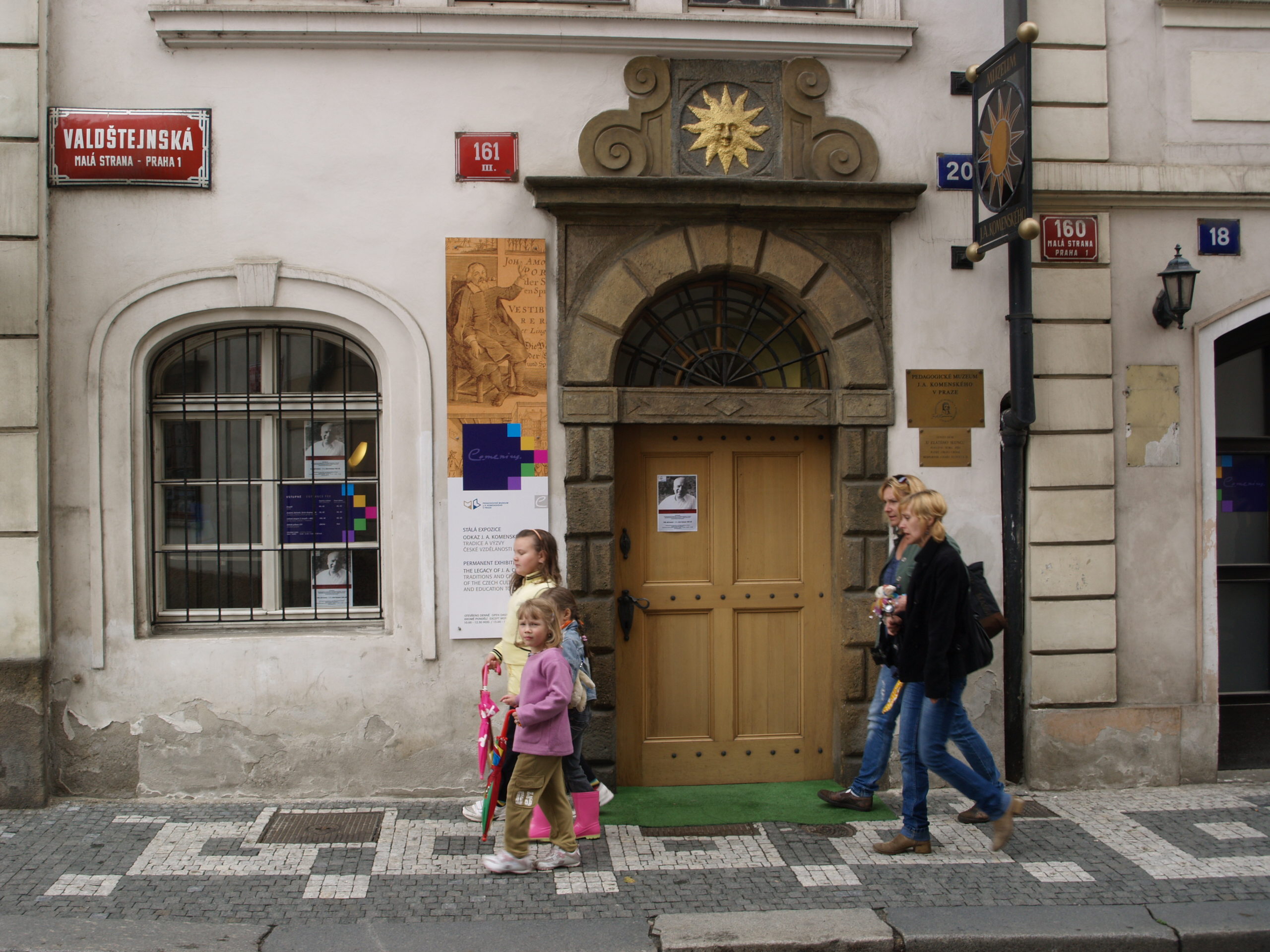
Pedagogické muzeum ve Valdštejnské ulici

Muzeum J. A. Komenského bylo založeno v roce 1892 jako výraz snahy českých učitelů o uchování a dokumentování historických tradic českého školství a pedagogiky. Patří mezi nejstarší muzea v České republice. Od roku 1991 je státním rezortním muzeem Ministerstva školství, mládeže a tělovýchovy.
Součástí Národního pedagogického muzea je stálá expozice Odkaz J. A. Komenského. Tradice a výzvy české vzdělanosti Evropě. Je pravidelně doplňována krátkodobými výstavami z dějin školství, učitelstva a vzdělanosti. Muzeum nabízí i edukační programy pro děti a mládež, jež se orientují na dějiny českého školství, pedagogiky a vzdělanosti v návaznosti na dílo a odkaz Jana Amose Komenského.
Sbírkový fond tvoří knihovna specializovaná na vývoj českého školství v evropském kontextu, archiv písemností (pozůstalosti klasiků české pedagogiky, různé školní dokumenty, např. vysvědčení), fotoarchiv, školní mapy, školní inventář a trojrozměrné pomůcky a historická podsbírka (její největší část tvoří názorné školní obrazy, najdeme zde ale i plakáty a různé umělecké tisky).
Muzeum je situováno v krásném prostředí Malé Strany pod Pražským hradem, naproti Senátu Parlamentu České republiky. V roce 1996 se sídlem muzea staly spojené renezanční budovy ze 17. století: Dům U Zlatého slunce a Dům U Zlatého šífu na adrese Valdštejnská 18-20, Praha 1-Malá Strana.

## Pedagogická knihovna J. A. Komenského
Historie samotné Pedagogické knihovny J. A. Komenského sahá do roku 1919. Jejím hlavním úkolem bylo přispívat ke studiu pedagogiky a československého školství získáváním knižní a časopisecké literatury vhodné ke studiu pedagogiky. Velký důraz byl kladen na získávání moderní pedagogické literatury zabývající se reformou školství. K těmto zásadám se knihovna hlásí i dnes, neboť je veřejně přístupná.
Knihovna se zaměřuje na oblast výchovy, vzdělávání a školství. Své služby nabízí a poskytuje nejen učitelům a studentům pedagogických oborů středních a vysokých škol, ale i studujícím a badatelům společenskovědních oborů. Mezi speciální sbírky patří sbírka učebnic pro základní a střední školy od začátku 19. století a jedinečná sbírka našich i zahraničních slabikářů, učebních osnov, plánů, učebních textů všech vysokých škol bývalého Československa, po roce 1990 především skript pedagogických fakult, dále sbírky pedagogických časopisů od 30. let 19. století do současnosti. Součástí knihovny je též Sukova studijní knihovna literatury pro mládež, která je největší relativně úplnou sbírkou literatury pro děti a mládež, vydávané na území naší republiky od konce 18. století po současnost.
Knihovna sídlí naproti Hlavnímu nádraží v Praze na adrese Jeruzalémská 957/12.  

## Aktivity Národního pedagogického muzea a knihovny J. A. Komenského
Národní oslavy výročí J. A. Komenského jsou tříletým projektem ve spolupráci s organizací UNESCO, jehož cílem je připomenout Komenského odkaz pro 21. století. Projekt je orámován dvojicí jeho významných výročí, a to 350. výročím úmrtí v roce 2020 a 430. výročím jeho narození v roce 2022
Přípravou Národních oslav byla pověřena pracovní skupina, ustavená a jmenovaná ministrem školství, složená z odborníků z akademické sféry, muzejních specialistů a pracovníků Ministerstva školství, mládeže a tělovýchovy. Koordinátorkou oslav se stala ředitelka Národního pedagogického muzea a knihovny J. A. Komenského (NPMK), PhDr. Markéta Pánková. Jádro oslav je tvořeno činnostmi paměťových institucí v podobě expozic, výstav a programů pro veřejnost. Svými aktivitami se z tuzemských paměťových institucí ve spolupráci s Ministerstvem školství, mládeže a tělovýchovy či Ministerstvem kultury zapojují NPMK, Národní muzeum, Moravské zemské muzeum, Muzeum J. A. Komenského v Uherském Brodě a Akademie věd České republiky. Ze zahraničí se zapojilo Muzeum J. A. Komenského v Naardenu a Oblastní muzeum v polském Lešně. Ke stěžejním akcím se tak připojují i další organizátoři.
Zahájení Národních oslav se uskutečnilo dne 2. září 2019 v Pantheonu Národního muzea v Praze.

#### Výstavy
NPMK nabízí veřejnosti celou řadu výstav, které doplňují stálou interaktivní expozici Odkaz J. A. Komenského. Tradice a výzvy české vzdělanosti Evropě, jedinou svého druhu v České republice. Expozice představuje v chronologickém sledu nejvýznamnější události, problémy a jevy z českých dějin vzdělávání, pedagogiky a školství, které posunovaly a ovlivňovaly vývoj výchovy a vzdělanosti nejen v českých zemích, ale i v Evropě.
Výstava je členěna do chronologicky řazených časových období od počátků křesťanské vzdělanosti z druhé poloviny 9. století až po demokracii a pluralitu ve vzdělávání v současnosti.
Stálá expozice návštěvníkovi přibližuje vývoj od počátků křesťanské vzdělanosti z druhé poloviny  9. století až po demokracii a pluralitu v současném vzdělávání. Její součástí jsou ukázky historických tříd, školní kabinet, písařský koutek, školní obrazy, dobová vysvědčení či školní dokumentární filmy.

#### Činnosti, projekty
NPMK se orientuje na poskytnutí různorodých vzdělávacích forem. V prvé řadě v NPMK probíhají vzdělávací programy pro veřejnost. Více informací či možnosti k objednání naleznete na našem webu. NPMK od roku 2015 vydává časopis Historia scholastica, který přijímá výhradně články s tematikou z oblasti dějin pedagogického myšlení, dějin výchovy a vzdělávání, dějin vnitřního života školy, školství, dějin učitelstva, a to se zaměřením zejména na střední a jihovýchodní Evropu. (citace Dějiny Národního pedagogického muzea a knihovny J. A. Komenského)
V rámci Národních oslav J. A. Komenského probíhá soutěž pro školy Komenský do tříd!, přičemž žáci a studenti malují portréty Komenského, čímž jej „zpřítomňují“ ve své škole, resp. školní třídě.
NPMK rovněž organizuje další projekty jako Suk – čteme všichni, (Ne)zapomenuté pomníky, Školní budovy či Komenský a my. Od roku 2021 rovněž úzce spolupracuje s Krajánkem ve světě, spolkem podporující mladé generace Čechů žijících v zahraničí.

## Archiv P. Pittra a O. Fierzové
Archiv P. Pittra a O. Fierzové vznikl za účelem uchování dokumentů o Přemyslu Pittrovi a jeho spolupracovnících. Archiv je součástí NPMK od roku 1991 jako dlouhodobá zápůjčka švýcarského spolku MILIDU. Přemysl Pitter byl významný křesťanský myslitel a vychovatel, který působil především jako pedagogický a sociální pracovník. Nejbližší Pittrovou spolupracovnicí byla Olga Fierzová, švýcarská učitelka, vychovatelka a sociální pracovnice.
Nadační fond P. Pittra a O. Fierzové společně s NPMK udělují jednotlivcům i institucím Medaili P. Pittra za aktivity spojené s rozvojem duchovních hodnot, které obsahuje a k nimž směřuje dílo P. Pittra a O. Fierzové.